# امساحل (لودر)

تعديل مصدري - تعديل

امساحل هي إحدى قرى عزلة زارة بمديرية لودر التابعة لمحافظة أبين، بلغ تعداد سكانها 85 نسمة حسب تعداد اليمن لعام 2004.